# Gustavo Lorenzetti
Gustavo Rubén Lorenzetti Espinosa (* 10. Mai 1985 in Rosario) ist ein ehemaliger argentinischer Fußballspieler. Der offensive Mittelfeldspieler gewann vier Mal die chilenische Meisterschaft und 2011 die Copa Sudamericana.

## Karriere
Gustavo Lorenzetti begann seine Karriere 2003 bei Rosario Central, wo er bereits in der Jugend gespielt hatte. Nach einer Leihe zu Coquimbo Unido wurde er an Universidad de Concepción verliehen, das ihn fest verpflichtete. Im Jahr 2009 gelang ihm mit dem Concepción der Gewinn der Copa Chile, wobei ihm im Halbfinale ein Tor gegen Audax Italiano gelang. Im Juni 2011 unterschrieb er einen Dreijahresvertrag bei Universidad de Chile und gewann zahlreiche Titel mit dem Klub. In seiner Debütsaison wurde er Meister der Clausura und gewann die Copa Sudamericana 2011. Im Finale gegen den ecuadorianischen Verein LDU Quito gelang dem Offensivakteur der 2:0-Treffer im Rückspiel, das Universidad de Chile mit 3:0 gewann. Insgesamt blieb er bis 2019 bei La U und feierte in dieser Zeit drei weitere Meisterschaften und zwei Pokalsiege. Für La U lief er über 300 Mal auf und erzielte 33 Tore. Zudem ist er bester Vorlagengeber des Vereins im 21. Jahrhundert. Nach einer Leihe 2019 nach Uruguay zu Nacional wechselte Lorenzetti 2020 zu Deportes Iquique, wo er seine letzten Karrierejahre verbrachte und diese 2022 beendete.

## Sonstiges
Durch seine Zeit in Chile erlangte Lorenzetti im Januar 2017 die chilenische Staatsbürgerschaft.

## Erfolge
Universidad de Concepción
- Chilenischer Pokalsieger: 2009

Universidad de Chile
- Chilenischer Meister: 2011-C, 2012-A, 2014/15-A, 2016/17-C
- Chilenischer Pokalsieger: 2013, 2015
- Copa-Sudamericana-Sieger: 2011